# Integrare europeană
Integrarea Europeană este, terminologic, un proces de integrare politică, juridică, economică (și în unele cazuri sociale și culturale) ale unor state care se află parțial sau total în Europa.
Termenul de integrare europeană a apărut în primul rând prin intermediul Uniunii Europene și al Consiliului European.

## Istoric
Unul dintre primii, care au conceput o uniune a națiunilor europene a fost contele Richard von Coudenhove-Kalergi, care în 1923 a scris Manifestul Pan-European. Ideile sale l-au influențat pe Aristide Briand, care la data de 8 septembrie 1929 a ținut un discurs în favoarea unei Uniuni Europene și a unei Ligi a Națiunilor, și care în 1930 a scris „Memorandumul privind organizarea unui Regim de Uniune Federală Europeană” pentru guvernul Franței, care a devenit primul guvern european, care a adoptat în mod oficial principiul.
„Trebuie să construim un fel de State Unite ale Europei. Numai în acest fel, sute de milioane de truditori își vor putea recâștiga  micile bucurii și speranțe, care fac viața să merite să fie trăită.
Winston Churchill ”
La sfârșitul celui de-al doilea război mondial, climatul politic continental a favorizat unitate în țările democratice europene, văzută de mulți ca o evadare din formele extreme ale naționalismului, care au devastat continentul. 
În discursul rostit la 19 septembrie 1946 la Universitatea din Zürich, Elveția, Winston Churchill a emis ideea Statelor Unite ale Europei 
Același discurs conține însă comentarii, mai puțin citate, din care rezultă că Churchill nu privea inițial Marea Britanie ca fiind parte a acestor eventuale "State Unite ale Europei", considerând că britanicii au Commonwealth, iar europenii sub conducerea comună a francezilor și germanilor, cu suportul britanic, american și sovietic.

## Consiliul Europei
Împotriva devastărilor și suferințelor umane din cel de-al Doilea Război Mondial ca și din nevoia de reconciliere după război, ideea integrării europene în 1949 a dus la crearea Consiliului Europei cu sediul la Strasbourg. 

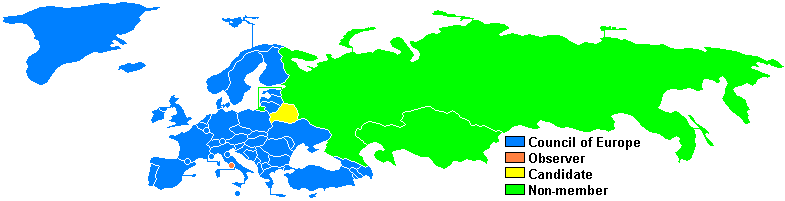
Consiliul Europei.

Cea mai importantă realizare a Consiliului Europei este Convenția Europeană a Drepturilor Omului din 1950 cu Curtea Europeană a Drepturilor Omului de la Strasbourg, care servește drept curte supremă pentru drepturile omului și libertăților fundamentale în toată Europa.

## Organizația pentru Securitate și Cooperare în Europa

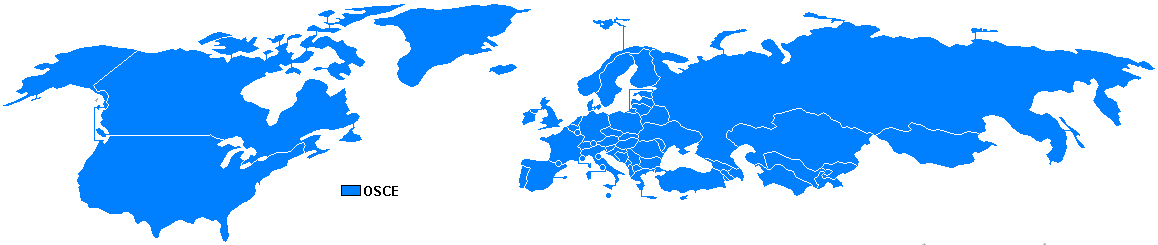
Organizația pentru Securitate și Cooperare în Europa

Organizația pentru Securitate și Cooperare în Europa (OSCE) este o organizație interguvernamentală transatlantică a cărei scop este cel de a asigura stabilitatea în Europa. A fost înființată ca Conferința pentru Securitate și Cooperare în Europa (CSCE) în iulie 1973 și ulterior, în ianuarie 1995, a devenit ceea ce este astăzi. OSCE numără 56 de state membre, acoperind cea mai mare parte din emisfera nordică.

## Integrare regională

#### Regiunea Mării Negre
După destrămarea Uniunii Sovietice, în regiunea Mării Negre au fost fondate mai multe organizații regionale, cum ar fi:
Organizația de Cooperare Economică la Marea Neagră (OCEMN) are scopul de a asigura pacea, stabilitatea și prosperitatea prin încurajarea relațiilor de prietenie și bună vecinătate dintre cele 12 state membre, situate în principal în regiunea Mării Negre. Ea a fost creată la 25 iunie 1992 în Istanbul și a intrat în vigoare la 1 mai 1999. Cei 11 membri fondatori au fost Albania, Armenia, Azerbaidjan, Bulgaria, Georgia, Grecia, Republica Moldova, România, Rusia, Turcia și Ucraina. Serbia (atunci Serbia și Muntenegru) a aderat în aprilie 2004.
GUAM este o organizație regională formată din patru state post-sovietice, care are scopul de a promova cooperarea și valorile democratice, să asigure dezvoltarea stabilă, consolidarea securității internaționale și regionale, precum și intensificarea integrării europene. Membrii actuali sunt cele patru cele fondatoare, și anume, Georgia, Ucraina, Azerbaidjan, și Moldova. Uzbekistanul a aderat în 1999 și în 2005 a părăsit organizația.

#### Europa Centrală
Următoarele acorduri de cooperare au fost semnate în Europa Centrală:
Grupul de la Visegrád este o alianță din Europa Centrală, creată pentru cooperare și integrare europeană, fiind bazată pe o alianță strategică veche a țărilor de bază din Europa Centrală. Grupul a apărut în urma ueni reuniuni dintre Cehoslovacia, Ungaria și Polonia, ce a avut loc în orașul castel din Ungaria, Visegrád, la 15 februarie 1991. Republica Cehă și Slovacia au devenit membri după dizolvarea Cehoslovaciei în 1993.
În 1989, Inițiativa Central Europeană, un forum regional, a fost format in Ungaria.
Acordul Central European al Comerțului Liber (CEFTA) este un acord comercial între țările din Europa Centrală și Balcani, care funcționează ca o pregătire pentru aderarea deplină la Uniunea Europenă. Începând cu 2013 are 7 membri: Macedonia, Albania, Bosnia și Herțegovina, Moldova, Muntenegru, Serbia și provincia Kosovo adiminstrată de UNMIK.
Ea a fost fondată în 1992 de către Cehoslovacia, Ungaria și Polonia, dar a intrat în vigoare abia în 1994. Cehoslovacia între timp s-a divizat în Republica Cehă și Slovacia. Slovenia a aderat în 1996, România a făcut același lucru în 1997, Bulgaria în 1999, iar Croația în 2003. În 2004, Republica Cehă, Slovacia, Ungaria, Polonia și Slovenia au părăsit CEFTA pentru a adera la UE. România și Bulgaria au făcut același lucru în 2007 (motivul rămânând același). Ulterior, Macedonia a aderat în 2006, iar Albania, Bosnia și Herțegovina, Republica Moldova, Muntenegru, Serbia și UNMIK (în numele Kosovei) în 2007. În 2013, Croația a ieșit din CEFTA și a aderat la UE.
Elveția și Liechtenstein fac parte dintr-o uniune vamală din 1924, ambele folosesind francul elvețian ca monedă națională.

#### Regiunea Baltică
Următoarele organizații politice și/sau economice au fost în Regiunea Baltică în era postmodernită:
Adunarea Baltică are ca scop promovarea cooperării între parlamentele statelor baltice, și anume republicile Estonia, Letonia și Lituania. Organizația a fost planificată în Vilnius la data de 1 decembrie 1990, iar cele trei națiuni au fost de acord cu structura și normele sale la 13 iunie 1994.
Zona de Liber Schimb Baltică (BAFTA) a fost un acord comercial între Estonia, Lituania și Letonia. Acesta a fost semnat la 13 septembrie 1993 și a intrat în vigoare la 1 aprilie 1994. Acordul a fost extins ulterior să se aplice, de asemenea, la produsele agricole, începând cu 1 ianuarie 1997. BAFTA a încetat să mai existe atunci când la 1 mai 2004 membrii săi au aderat la UE.
Consiliul Statelor de la Marea Baltică (CSMB) a fost înființat în 1992 pentru a promova cooperarea interguvernamentală cu țările din Marea Baltică la întrebări cu privire la economie, dezvoltarea societății civile, probleme legate de drepturile omului, precum și siguranța nucleară și cea a radiațiilor. Ea are 12 de membri, inclusiv Danemarca, Estonia, Finlanda, Germania, Islanda (din 1995), Letonia, Lituania, Norvegia, Polonia, Rusia, Suedia și Comisia Europeană.
În 2009, Consiliul Europei a aprobat Strategia UE pentru regiunea Mării Baltice (EUSBSR), ca urmare a unei comunicări din partea Comisiei Europene. EUSBSR a fost prima strategie macro-regională din Europa. Strategia își propune să consolideze cooperarea în regiunea Mării Baltice, pentru a aborda provocările împreună, și pentru a promova dezvoltarea echilibrată în regiune. Strategia contribuie la politicile majore ale UE, inclusiv Europa 2020, și consolidează integrarea în cadrul regiunii.

#### Regiunea Nordică
După sfârșitul celui de-Al Doilea Război Mondial, următoarele organizații au fost stabilite în Regiunea Nordică:
Consiliul Nordic și Consiliul Nordic de Miniștri este un forum de cooperare pentru parlamentele și guvernele țărilor nordice creat în februarie 1953. Acesta include state precum Danemarca, Finlanda, Islanda, Norvegia și Suedia și teritoriile lor autonome (Insulele Feroe, Groenlanda și Åland).
Uniunea Nordică a Pașapoartelor, creată în 1954, dar pusă în aplicare de la 1 mai 1958, stabilește libera circulație dincolo de frontierele celor două țări fără pașapoarte pentru cetățenii. Acesta cuprinde Danemarca, Suedia și Norvegia ca state fundamentale; în plus, acesta include Finlanda și Islanda din 24 septembrie 1965, și teritoriile autonome daneze Insulele Feroe de la 1 ianuarie 1966.

## Comunitățile Europene
Comunitatea Europeană se referă la cooperarea economică a statelor membre, bazându-se pe cele "patru libertăți" (libera circulație a persoanelor, a capitalului, a serviciilor și a bunurilor)

## Uniunea Europeană
membri UE actuali
     Țări candidate
     Agenda curentă de extindere

Teritoriile ţărilor membre ale Uniunii Europene (Comunițile Europene înainte de 1993), animate în ordinea aderării. Teritoriile din afara Europei nu sunt afișate.

membri UE actuali
Țări candidate
Agenda curentă de extindere

Uniunea Europeană este asocierea a 27 state membre suverane, care prin tratat și-au delegat câteva dintre competențele lor unor instituții comune pentru ca acestea să le coordoneze politicile în mai multe domenii. Oficial este stabilită prin Tratatul de la Maastricht în 1993 pe baza Comunității Economice existente.

## Vezi și
- Extinderea Uniunii Europene
- Comunitatea Europeană a Cărbunelui și Oțelului
- Politică Externă Europeană
- Inițiativa celor Trei Mări
- Federalism
- Federalismul european
- Europa cu mai multe viteze
- Mecanism pentru Cooperare și Verificare
- Pro-European
- Euroscepticism
- Interguvernamentalism
- Guvernare multinivel
- Neofuncționalism
- CIS
- Supranaționalism
- Statele Unite ale Europei
- Imperiul Roman
- Organizații Internaționale în Europa
- Teorii de integrare europeană